# Vinter-PL 2018
De paralympiske vinterlege 2018, officielt set kendt som de XII Paralympiske Vinterlege, vil blive afholdt fra den 9. til den 18. marts 2018 i Pyeongchang i Sydkorea.

## Ansøgning om værtsskabet
Pyeongchang gav sit tredje på hinanden følgende bud til vinter-OL og vinter-PL 2018, som byen i sidste ende vandt. München gav også et bud, som vært. Annecy gav et bud, men fik ikke offentlig støtte fra lokalbefolkningen. Deres bud fik i sidste ende kun syv stemmer. Kun disse tre byer lavede bud til legende og alle tre blev kandidater.

### Kandidatbyer
| Kandidatbyer 2018 | Kandidatbyer 2018    | Kandidatbyer 2018                                                |  |
| By                | Land (IPC-landekode) | Officielt website                                                |  |
| ----------------- | -------------------- | ---------------------------------------------------------------- |  |
| Annecy            | Frankrig (FRA)       | Annecy 2018 (engelsk) (fransk)                                   |  |
| München           | Tyskland (GER)       | München 2018 (Webside ikke længere tilgængelig) (tysk) (engelsk) |  |
| Pyeongchang       | Sydkorea (KOR)       | Pyeongchang 2018 (koreansk) (engelsk) (fransk)                   |  |

## Kalender
| ● | Åbningsceremoni | ● | Konkurrence |  | Finale | ● | Afslutningsceremoni |

| Marts 2018       | 9. | 10. | 11. | 12. | 13. | 14. | 15. | 16. | 17. | 18. | Guld medaljer |
| ---------------- | -- | --- | --- | --- | --- | --- | --- | --- | --- | --- | ------------- |
| Ceremonier       | ●  |     |     |     |     |     |     |     |     | ●   |               |
| Alpint skiløb    |    | 6   | 6   |     | 6   | 3   | 3   |     | 3   | 3   | 30            |
| Skiskydning      |    | 6   |     |     | 6   |     |     | 6   |     |     | 18            |
| Langrend         |    |     | 2   | 4   |     | 6   |     |     | 6   | 2   | 20            |
| Kælkhockey       |    | ●   | ●   | ●   | ●   | ●   | ●   | ●   | ●   | 1   | 1             |
| Snowboarding     |    |     |     | 5   |     |     |     | 5   |     |     | 10            |
| Kørestolscurling |    | ●   | ●   | ●   | ●   | ●   | ●   | ●   | 1   |     | 1             |
| Total            |    | 12  | 8   | 9   | 12  | 9   | 3   | 11  | 10  | 6   | 80            |

## Deltagende lande
| Deltagende nationale paralympiske kommiter |
| --- |
| - Andorra (1) - Argentina (2) - Armenien (1) - Australien (12) - Østrig (13) - Hviderusland (14) - Belgien (2) - Bosnien-Hercegovina (1) - Brasilien (3) - Bulgarien (1) - Canada (52) - Chile (4) - Kina (26) - Kroatien (7) - Tjekkiet (21) - Danmark (1) - Finland (13) - Frankrig (12) - Georgien (2) - Tyskland - Storbritannien - Grækenland - Ungarn - Island - Iran - Italien - Japan - Kasakhstan - Nordkorea - Sydkorea (vært) - Mexico - Mongoliet - Holland - New Zealand - Norge - Polen - Rumænien - Serbien - Slovakiet - Slovenien - Spanien (3) - Sverige (21) - Schweiz - Tadsjikistan - Tyrkiet - Ukraine - USA - Usbekistan |